# マックス・ランディス
マックス・ランディス（Max Landis、1985年8月3日 - ）は、アメリカ合衆国の脚本家。

## 人物
カリフォルニア州ビバリーヒルズ出身。父は映画監督のジョン・ランディス。ユダヤ系アメリカ人。
脚本家のほか、テレビドラマの製作総指揮や短編映画の監督としても活躍している。

## 主な作品
- マスターズ・オブ・ホラー / 『ディア・ウーマン』 Masters of Horror: Deer Woman (2005) テレビドラマ
- クロニクル Chronicle (2012)
- Me Him Her (2015) 監督兼任
- エージェント・ウルトラ American Ultra (2015)
- ヴィクター・フランケンシュタイン Victor Frankenstein (2015)
- バッド・バディ! 私と彼の暗殺デート Mr. Right (2016) 製作総指揮兼任
- Channel Zero (2016 - ) テレビドラマ、製作総指揮
- 私立探偵ダーク・ジェントリー Dirk Gently's Holistic Detective Agency (2016 - ) テレビドラマ、製作総指揮兼任
- パワーレンジャー(映画) (2017)
- ブライト(2017) 製作兼任[3]